# Alan Silvestri

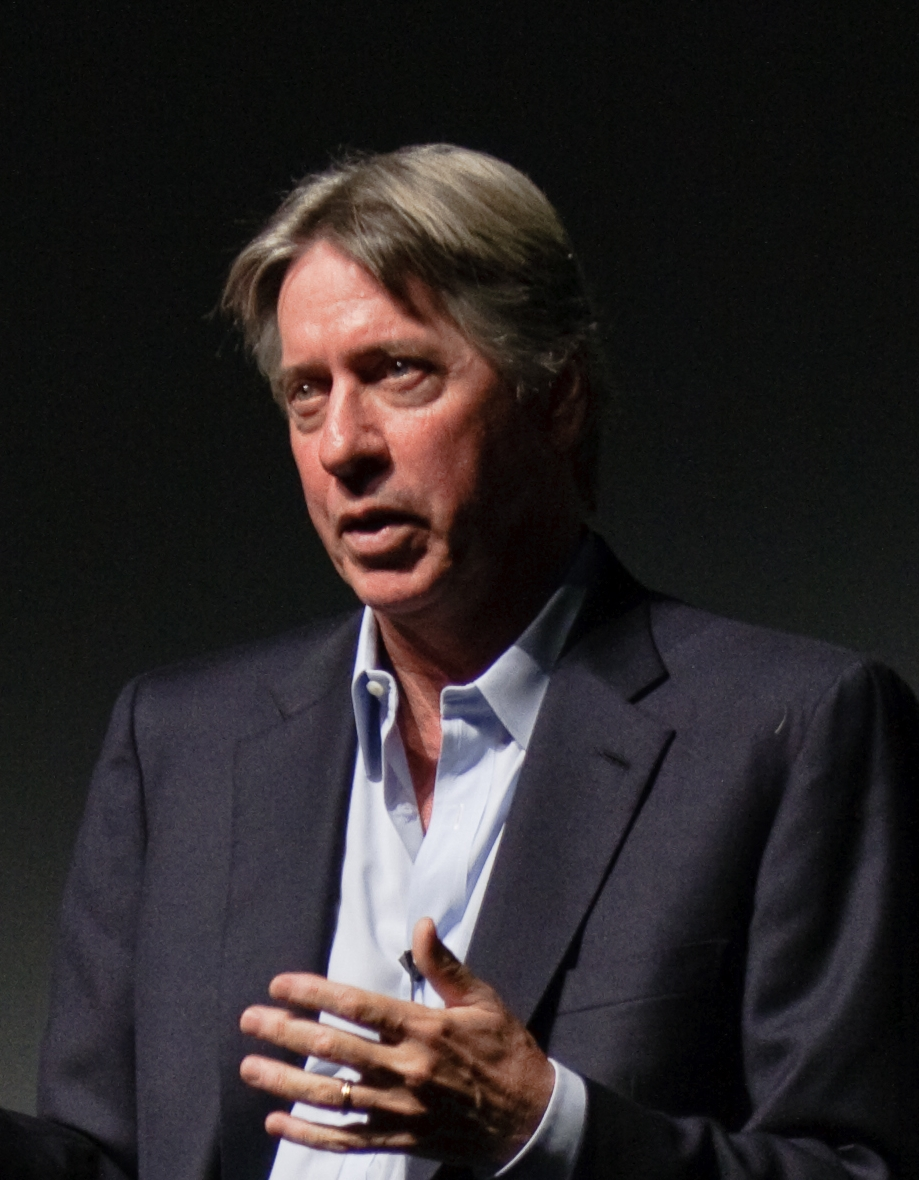
Alan Silvestri, 2009

Alan Anthony Silvestri (* 26. März 1950 in Manhattan, New York City) ist ein US-amerikanischer Komponist und Dirigent, der zu den gefragtesten Filmkomponisten in Hollywood zählt. 1995 wurde ihm vom Berklee College of Music in Boston die Ehrendoktorwürde verliehen. Er hat bis dato über 100 Filmmusiken komponiert und dirigiert. Bekannt wurde er vor allem durch seine Zusammenarbeit mit dem Regisseur Robert Zemeckis.

## Privates
Alan Silvestri ist seit 1978 mit seiner Frau Sandra verheiratet, hat drei Kinder und lebt in Carmel-by-the-Sea, einer Kleinstadt in Kalifornien, wo er auch ein eigenes Weingut namens „Silvestri Vineyards“ gründete.
Des Weiteren besitzt er eine Privatpilotenlizenz.

## Filmografie (Auswahl)
| - 1984: Auf der Jagd nach dem grünen Diamanten (Romancing the Stone) - 1985: Zurück in die Zukunft (Back to the Future) - 1985: Stephen Kings Katzenauge (Cat’s Eye) - 1986: Gnadenlos (No Mercy) - 1986: Der Flug des Navigators (Flight of the Navigator) - 1986: Delta Force (The Delta Force) - 1987: Critical Condition - 1987: Predator - 1987: Overboard – Ein Goldfisch fällt ins Wasser (Overboard) - 1988: Mick – Mein Freund vom anderen Stern (Mac and Me) - 1988: Falsches Spiel mit Roger Rabbit (Who Framed Roger Rabbit?) - 1988: Meine Stiefmutter ist ein Alien (My Stepmother is a Alien) - 1989: Abyss – Abgrund des Todes (The Abyss) - 1989: Zurück in die Zukunft II (Back to the Future – Part II) - 1990: Zurück in die Zukunft III (Back to the Future – Part III) - 1990: Predator 2 - 1990: Blaze of Glory – Flammender Ruhm (Young Guns II) - 1990: Downtown - 1991: Vater der Braut (Father of the Bride) - 1991: Ricochet – Der Aufprall (Ricochet) - 1991: Tod im Spiegel (Shattered) - 1991: Der Giftzwerg (Dutch) - 1992: FernGully – Christa und Zaks Abenteuer im Regenwald (FernGully: The Last Rainforest) - 1992: Der Tod steht ihr gut (Death Becomes Her) - 1992: Bodyguard (The Bodyguard) - 1992: Sidekicks - 1992: Stop! Oder meine Mami schießt! (Stop! Or My Mom Will Shoot) - 1993: Super Mario Bros. - 1993: Judgment Night – Zum Töten verurteilt (Judgment Night) - 1993: Ein verrücktes Paar (Grumpy Old Men) - 1993: Ein Cop und ein Halber (Cop and ½) - 1994: Richie Rich (Ri¢hie Ri¢h) - 1994: Forrest Gump - 1994: Explosiv – Blown Away (Blown Away) - 1994: Blackout – Ein Detektiv sucht sich selbst (Clean Slate) - 1995: Schneller als der Tod (The Quick and the Dead) - 1995: Judge Dredd - 1995: Ein Geschenk des Himmels – Vater der Braut 2 (Father of the Bride Part II) - 1995: The Perez Family - 1995: Der dritte Frühling – Freunde, Feinde, Fisch & Frauen (Grumpier Old Men) - 1996: Tödliche Weihnachten (The Long Kiss Goodnight) - 1996: Immer Ärger mit Sergeant Bilko (Sgt. Bilko) - 1996: Eraser | - 1997: Mäusejagd (Mousehunt) - 1997: Fools Rush In – Herz über Kopf (Fools Rush In) - 1997: Contact - 1997: Volcano - 1998: Immer noch ein seltsames Paar (The Odd Couple II) - 1998: Zauberhafte Schwestern (Practical Magic) - 1998: Ein Zwilling kommt selten allein (The Parent Trap) - 1998: Der Guru (Holy Man) - 1999: Stuart Little - 2000: Wild Christmas (Reindeer Games) - 2000: Weil es Dich gibt (Serendipity) - 2000: Was Frauen wollen (What Women Want) - 2000: Cast Away – Verschollen (Cast Away) - 2000: Schatten der Wahrheit (What Lies Beneath) - 2001: Die Mumie kehrt zurück (The Mummy Returns) - 2001: Mexican (The Mexican) - 2001: Showtime - 2002: Lilo & Stitch - 2002: Manhattan Love Story (Maid in Manhattan) - 2002: Stuart Little 2 - 2003: Identität (Identity) - 2003: Two Soldiers - 2003: Lara Croft: Tomb Raider – Die Wiege des Lebens (Lara Croft Tomb Raider: The Cradle of Life) - 2004: Van Helsing - 2004: Der Polarexpress (The Polar Express) - 2006: Tierisch wild (The Wild) - 2006: Nachts im Museum (Night at the Museum) - 2007: Die Legende von Beowulf (Beowulf) - 2009: Nachts im Museum 2 (Night at the Museum 2 – Battle of the Smithsonian) - 2009: G.I. Joe – Geheimauftrag Cobra (G.I. Joe: The Rise of Cobra) - 2009: Disneys Eine Weihnachtsgeschichte (A Christmas Carol) - 2010: Das A-Team – Der Film (The A-Team) - 2011: Captain America: The First Avenger - 2012: Marvel’s The Avengers (The Avengers) - 2013: Die Croods (The Croods) - 2013: R.E.D. 2 (RED 2) - 2014: Nachts im Museum: Das geheimnisvolle Grabmal (Night at the Museum: Secret of the Tomb) - 2015: The Walk - 2016: Allied – Vertraute Fremde (Allied) - 2018: Ready Player One - 2018: Avengers: Infinity War - 2018: Willkommen in Marwen (Welcome to Marwen) - 2019: Avengers: Endgame - 2020: Hexen hexen (The Witches) - 2022: Pinocchio - 2024: Here - 2025: The Electric State |

## Auszeichnungen (Auswahl)
Oscar
- 1995: Nominierung für Forrest Gump
- 2005: Nominierung für den Song Believe aus Der Polarexpress

Golden Globe
- 1995: Nominierung für Forrest Gump
- 2005: Nominierung für den Song Believe aus Der Polarexpress

Grammy
- 1986: Nominierung für Zurück in die Zukunft
- 1989: Nominierung für Falsches Spiel mit Roger Rabbit
- 2002: Auszeichnung in der Kategorie Beste Komposition (Instrumental) für Cast Away – Verschollen (End credits)
- 2006: Auszeichnung für den Song Believe aus Der Polarexpress
- 2019: Nominierung für Avengers: Infinity War

Max Steiner Film Music Achievement Award
- 2011: Auszeichnung

## Sonstiges
2003 sollte Silvestri die Musik für den Kassenschlager Fluch der Karibik schreiben. Nach Differenzen mit Produzent Jerry Bruckheimer schied er aus dem Projekt aus und wurde durch Klaus Badelt ersetzt.